# Bathydexia albolineata
Bathydexia albolineata là một loài ruồi trong họ Tachinidae.